# 湯川颯
湯川 颯（ゆかわ はやて、2012年2月12日 - ）は、日本の元子役。クラージュキッズに所属していた。

## 出演

### ドラマ
- 水族館ガール （2016年、NHK総合）
- 相棒Season16 第5話（2017年11月15日、テレビ朝日） - 野田翔太役[2]
- コウノドリ 第9話（2017年12月8日、TBS）[3]
- 絶対零度～未然犯罪潜入捜査～ - 篠田浩輝（幼少期）役
- 隣の家族は青く見える 第1話（2018年1月18日、フジテレビ）[4]
- コンフィデンスマンJP 最終話（2018年6月11日、フジテレビ）[5]
- 「FINAL CUT」チェインストーリー（2018年、GYAO!）
- 健康で文化的な最低限度の生活 第5話（2018年8月14日、フジテレビ）[6]
- 駐在刑事
  - 駐在刑事 SEASON1（2018年、テレビ東京） - 沢井宗助 役[7]
  - 駐在刑事 SEASON2（2020年、テレビ東京） - 沢井宗助 役[8]
- 後妻業  第2話（2019年1月29日、フジテレビ）- 本多祥太郎 役

### 映画
- 空母いぶき（2019年5月24日、キノフィルムズ）
- 楽園（2019年10月18日、KADOKAWA）中村豪士（幼少期）役[9]

### TV
- 幸せ!ボンビーガール （日本テレビ）- 再現VTR
- 日曜美術館 （2018年8月21日、NHK） - ナレーション[10]
- 成功の遺伝史 （日本テレビ） - 再現VTR
- 痛快TVスカッとジャパン（フジテレビ）

### CM
- ニチフリ食品「騎士竜戦隊リュウキュウジャーふりかけ」
- すかいらーくグループ　アンパンマンクラブ「みんなの笑顔」篇
- P&G　「レノア」